# 中村浩爾
中村 浩爾（なかむら こうじ、1946年-　）は、日本の法哲学者、大阪経済法科大学名誉教授。
福岡県門司市生まれ。1974年京都大学大学院法学研究科博士課程学修退学。1979年大阪経済法科大学法学部講師、助教授、93年教授（法哲学・法思想史）。2004年退職、名誉教授。2006年「民主主義の深化と市民社会 現代日本社会の民主主義的考察」で京大　博士（法学）。

## 著書
- 『現代民主主義と多数決原理 思想としての民主主義のために』法律文化社 1992
- 『都市的人間と民主主義』文理閣 1994
- 『民主主義の深化と市民社会 現代日本社会の民主主義的考察』文理閣 2005

### 共編著
- 『中支戦線従軍日誌 ある通信兵の前線と銃後』編著 文理閣 2009
- 『権力の仕掛けと仕掛け返し 憲法のアイデンティティのために』湯山哲守,和田進共編著 文理閣 2011
- 『アダム・スミス『法学講義Aノート』Police編を読む』基礎経済科学研究所共編 文理閣 2012

### 翻訳
- ディーター・ヘンリッヒ編『ヘーゲル法哲学講義録 1819/20』形野清貴,牧野広義,田中幸世共訳 法律文化社 2002
- ロバート・R.ウイリアムズ編『リベラリズムとコミュニタリアニズムを超えて ヘーゲル法哲学の研究』牧野広義,形野清貴,田中幸世共訳 文理閣 2006
- マンフレッド・リーデル編『ガンス法哲学講義1832/33 自然法と普遍法史』三成賢次,三成美保,田中幸世,的場かおり共訳 法律文化社 2009

## 論文
- Cinii

## 注
1. ↑  『民主主義の深化と市民社会』著者紹介